# Mateusz Ożga
Mateusz Ożga, pseud. matr0x (ur. 29 kwietnia 1985 w Rybniku) – polski profesjonalny gracz komputerowy, związany z cyklem gier Quake. Reprezentant Polski w międzynarodowych turniejach, między innymi w Stanach Zjednoczonych, Korei Południowej, Francji, Grecji czy Wielkiej Brytanii.

## Życiorys
Mateusz Ożga od najmłodszych lat rozwijał swoje umiejętności korzystając z elektronicznej rozrywki na Pegasusie, Atari oraz Commodore. Od roku 1999 zaczął uczęszczać do jednej z gralni komputerowych w Rybniku. Początkowo interesował się serią Mortal Kombat, ale szybko poznał produkcję firmy Id Software. W roku 1999 po raz pierwszy zobaczył Quake'a 2. Z czasem granie zaczęło przynosić najpierw małe, lokalne sukcesy oraz pierwsze nagrody w postaci prostych gier komputerowych. Kariera zawodnika esportowego zaczęła się rozwijać od momentu, kiedy otrzymał PeCet.

### Kariera

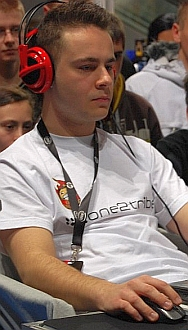
Matr0x na PGA

Mateusz Ożga kojarzony jest w świecie sportów elektronicznych głównie jako zawodnik serii Quake, mimo iż z mniejszymi sukcesami grał w Painkillera. Zaczynał od małych turniejów Quake'a 2 – wygrał turnieje w Rybniku, Katowicach oraz innych miastach w kraju. Okres Quake'a 2 zakończył się w grudniu 2000 roku, kiedy ukazała się trzecia część gry FPS – Quake III: Arena, na której w dwóch głównych trybach (Challegne Promode Arena CPMA oraz Vanilla Quake 3 VQ3) dominował na turniejach. Mateusz Ożga w każdym roku stawał kilkanaście razy na podium największych internetowych oraz LANowych imprez. Był zawsze stawiany w roli głównego faworyta. Jeżeli nie sięgał po złoto, zawsze klasyfikował się na podium, lub tuż za nim. Tylko w kilkunastu przypadkach klasyfikował się poza ścisłą, krajową czołówką. Od 2005 roku matr0x reprezentował barwy klanu Frag eXecutors i do 2011 wygrał razem z FX wszystko, co Quaker może wygrać na polskiej scenie. Dwukrotnie triumfował w Electronic Sports World Cup Polska, Lidze Heyah Logitech Cybersport i Poznań Game Arena, sześciokrotnie reprezentował Polskę w międzynarodowych turniejach i odniósł szereg mniejszych i znaczących sukcesów. Mateusz Ożga do roku 2010 zdobył podium w Polsce więcej niż 60 razy. Wygrał ponad 40 turniejów. Szacuje się, że łączna wartość nagród jaką zdobył (nagrody pieniężne, rzeczowe, wyjazdy za granicę) w przybliżeniu przekracza 100 000 zł. Po rozwiązaniu klanu Frag eXecutors został członkiem polskiej drużyny dioxide. Mieszka w Rybniku na Śląsku.
Jest autorem poradnika "Szkoła Frag eXecutors – 10 rad matr0xa, jak grać".

## Wybrane osiągnięcia

### 2015-2016
- trzecie miejsce w Europejskim Turnieju (125 fps season 32)

### 2012-2013
- najlepsza 16 (Dreamhack Winter 2013)
- pierwsze miejsce (Asus Hitpoint Brno Czech 2013)

### 2010–2012
- piąte miejsce   (DreamHack Summer 2012)
- najlepsza 16 (Dreamhack Winter 2011)
- trzecie miejsce   (Zotac Duel Cup 90)
- drugie miejsce   (Zotac Duel Cup 95)
- drugie miejsce   (ESWC Poland 2010)
- drugie miejsce   (Lenovo Cup 2010)
- drugie miejsce   (Cybersport CUP 2011)
- trzecie miejsce   (Face IT Tier 4 cup 1)
- trzecie miejsce   (Face IT Tier 4 cup 2)

### 2006–2007
- pierwsze miejsce (Poznan Game Arena 2006)
- pierwsze miejsce (Heyah Logitech Cybersport 2006)
- pierwsze miejsce (Electronic Sports World Cup 2006)
- pierwsze miejsce (Polska Liga Quake 4 1V1 2006)
- pierwsze miejsce (Polska Liga Quake 4 TDM 2006)
- czwarte miejsce (Electronic Sports World Cup 2007)
- szóste miejsce (Creative Polish Invitational 2006)

### 2000–2007
- pierwsze miejsce (FoRza Juve 1v1 Cup Online)
- pierwsze miejsce (ORG 2v2 Tournament )Mateusz i Szymon z nagrodami Heyah Cybersport
- pierwsze miejsce (CGL#3) Cyberland Game League#3

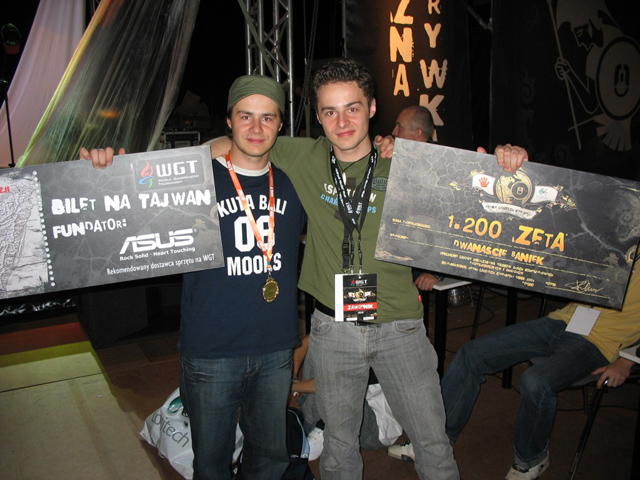
Mateusz i Szymon z nagrodami Heyah Cybersport

- pierwsze miejsce (Inter-media Tourney#1) Mateusz na scenie w paryskim Bercy
- pierwsze miejsce (Brzeg#1 1v1 Tourney)

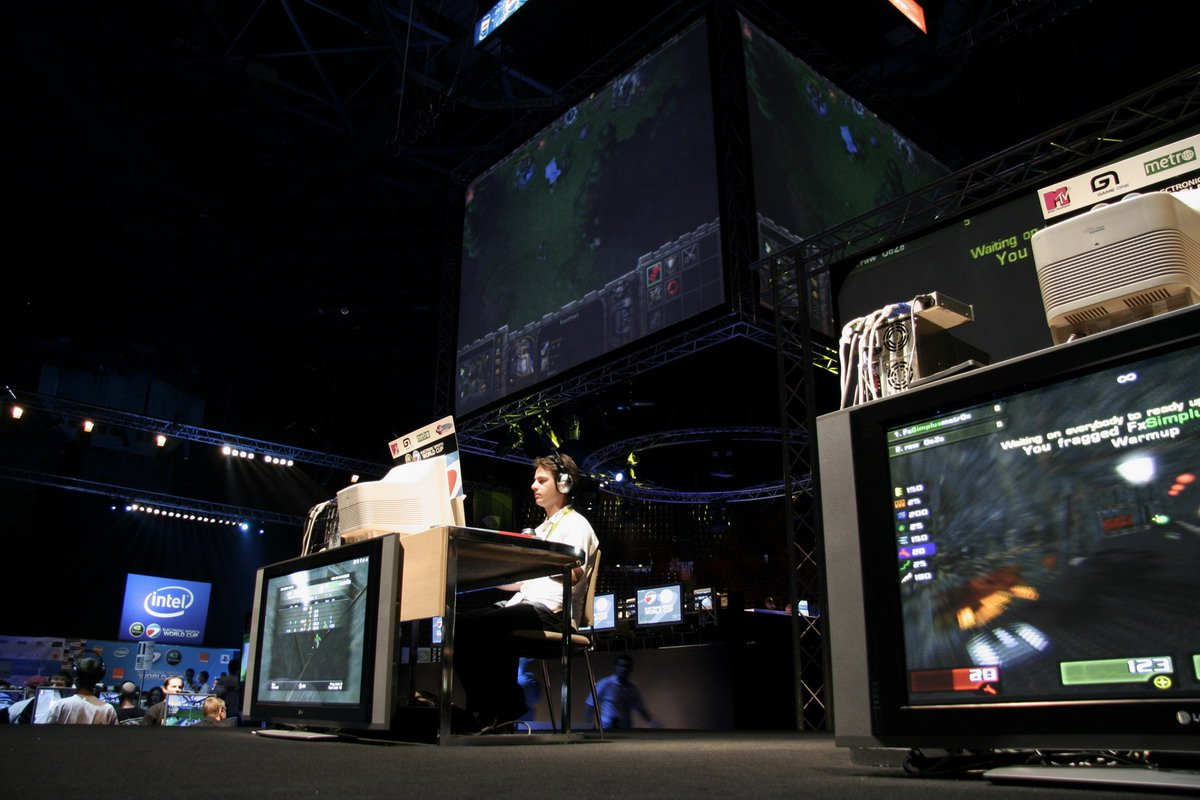
Mateusz na scenie w paryskim Bercy

- pierwsze miejsce (Slizg 1v1 Tourney #2)
- pierwsze miejsce (World Cyber Games 2002 POLAND)
- pierwsze miejsce (Rybnik 2003 IMC Cup Tourney #2)
- pierwsze miejsce (Rybnik 2004 IMC Cup Tourney #3)
- pierwsze miejsce (ODC – Online Duel Cup #1)
- pierwsze miejsce (Xliga 1v1)
- pierwsze miejsce (PGA – Poznan Game Arena 2005)
- drugie miejsce (Heyah Logitech Cybersport 1v1)
- drugie miejsce (CKT#2 2v2 Tourney)
- drugie miejsce (Challenges-eu#1 Tourney)
- drugie miejsce (Gliwice 2003 1v1 Tourney)
- drugie miejsce (Gliwice Tournament #1)
- trzecie miejsce (CGL#2) Cyberland Game League#2

## Nagrody
- CyberAsy 2007 – gracz roku 2007: Quake III: Arena[2]